# Cédric Gerbehaye
Cédric Gerbehaye est un photographe documentaire  et réalisateur indépendant belge né en 1977 à Bruxelles. Il a obtenu pour son travail de nombreuses récompenses, dont un World Press Photo en 2008, le prix Roger-Pic en 2012 et le prix Lucas-Dolega en 2022.

## Biographie
Né à Bruxelles en 1977, Cédric Gerbehaye est journaliste de formation.
En 2002, alors qu’il poursuit des études de journalisme, il commence à s’intéresser au conflit israélo-palestinien et documente la déception et la révolte qui ont résulté de l’échec des accords d’Oslo. Il réalise de nombreux reportages en Cisjordanie et à Gaza et sur les questions économiques et sociales en Israël. Son reportage, « Gaza : pluies d’été », est récompensé par le Musée de la Photographie à Charleroi et par un prix Bayeux-Calvados des correspondants de guerre en 2007,.
Il s’intéresse ensuite à la crise kurde en Turquie et en Irak.
Entre juin 2007 et mars 2010, il se rend sept fois en République démocratique du Congo où il réalise la série Congo In Limbo qui est récompensée par sept  prix en 2008, et qui fait l’objet d’un livre éponyme. Il a aussi travaillé au Burundi et en République centrafricaine.
En décembre 2012 et janvier 2013, il est en résidence photographique dans la ville de Sète pour le festival ImageSingulières,.
En 2015, il présente « D’entre eux », un important travail sur Belgique qui fait l’objet de deux grandes expositions au FotoMuseum d’Anvers et à Mons, dans le cadre de la capitale européenne de la culture.
En mars 2020 alors qu’il s’apprête à repartir au Pakistan, il se retrouve confiné dans la petite ville de La Louvière, où il documente la crise sanitaire du Covid-19 en Wallonie. Ce travail publié sous le titre Zoonose est récompensé par le Prix Lucas Dolega en mars 2022
Après avoir travaillé pour l’agence VU à partir de 2007, Cédric Gerbehaye devient membre fondateur de l’agence Maps Images. Il est un contributeur régulier au National Geographic Magazine et anime des stages de formation aux Rencontres de la photographie d'Arles.

## Publications
Liste non exhaustive
- Histoire de l’immigration, Éditions. Plume, 1993.
- Jusqu’ici, tout va bien, Éditions Actes Sud, 1995.
- Tabou brisé, Éditions Cetavoir, 2004.
- Merci Patron, Éditions Au diable vauvert, 2007
- Congo in Limbo, Le Bec en l’Air, 2010[5]
- Land of Cush, textes de Jon Lee Anderson, Le Bec en l’air, 2013
- Broken Hopes, Oslo’s Legacy, avec Eve Sabbagh, web-documentaire, 25 min, 2013
- Sète#13, texte de Christian Caujolle, Le Bec en l’air, 2013
- D’entre eux, Le Bec en l’air, 2015
- Zoonose, textes de Caroline Lamarche, Le Bec en l’air, 2021

## Expositions
Liste non exhaustive
- 2012 : « D’entre eux », Festival Photoreporter, Saint Brieuc[8]
- 2013 : « Sète#13 », festival ImageSingulières, Sète[7]

## Prix et récompenses
Liste non exhaustive
- 2006 : Prix Photographie Ouverte (Musée de la photographie de Charleroi)[2]
- 2007 : Prix Bayeux-Calvados des correspondants de guerre, pour son travail à Gaza intitulé Summer Rains[2]
- 2008 : World Press Photo Award, pour Congo in Limbo[2]
- 2008 : The Olivier Rebbot Award (Overseas Press Club of America), pour Congo in Limbo[2]
- 2008 : Amnesty International Media Award, pour Congo in Limbo[2]
- 2010 : Bourse Magnum Foundation Emergency Fund pour The Land of Cush sur le Sud Soudan[2]
- 2010 : Pulitzer Center on Crisis Reporting pour The Land of Cush sur le Sud Soudan[2]
- 2012 : Prix Roger-Pic (SCAM) pour The Land of Cush sur le Sud Soudan[11]
- 2013 : Prix Nikon AFD du meilleur web-documentaire, pour Broken Hopes, Oslo’s Legacy[12]
- 2022 : prix Lucas Dolega pour son travail sur la crise sanitaire du Covid dans la ville de La Louvière, en Belgique[13]

## Collections publiques
Liste non exhaustive
- Musée des Beaux-Arts de Houston
- Musée de la photographie à Charleroi,
- FotoMuseum Antwerpen
- Maison Européenne de la photographie, Paris.

### Portfolio
- « Le naufrage du Congo », GEO magazine